# マッツ・クリスチャンセン
マッツ・クリスチャンセン（デンマーク語: Mads Christiansen、1986年5月3日 - ）は、デンマーク・ネストヴェズ出身のハンドボール選手。現在SC Magdeburgでプレーしている。彼は以前、デンマークのリーグのクラブのビャンブロ・シルケボーやGOGやTTHホルステブローでプレーしていた。
2012年、欧州男子ハンドボール選手権のハンドボールデンマーク代表として、ホスト国のセルビアを最終戦21-19で破った。
2011年にはスウェーデンで開かれた世界選手権大会で銀メダルを獲得した。
2015年10月21日、SCマクデブルクはクリスチャンセンと契約したと発表し、彼は2016年7月1日にクラブ入りする予定。

## 賞
- デンマークの選手権:
  - 1 金メダル: 2016年